# Милева Вуловић
Милева Милка Вуловић, девојачко Котуровић (Остружница, 1853—Београд, 1929), била је први секретар Београдског женског друштва и секретар добротворног одбора за избеглице Херцеговачког устанка, чланица одбора за отварање Дома убогих старица, Литерарног одбора часописа „Домаћица”, Професорског друштва и оснивач Одбора госпођа „Кнегиња Љубица”.

## Школовање и рад
Рођена је у Остружници код Београда 14. јануара 1853. године, у породици Матеје Котуровића угледног земљорадника, док јој је мајка потицала из свештеничке породице. Школовање је започела у тек изграђеној сеоској школи, да би већ после завршеног трећег разреда уписала и у тек отворену Вишу женску школу у Београду. Године 1869. је постављена за помоћницу класне учитељице и 1871. године постављена и за наставницу где је предавала математику. За свој предмет превела је са руског Рачуницу Бурењина и Малињина 1881. године. Била је наставница ове школе све до пензионисања 1893. године. Из пензије је враћена у службу 1895. и постала је управница Више женске школе, уместо рано преминуле управнице Персиде Пинтеровић. На тој дужности је остала све до 1898. године када је то звање укинуто.
Била је удата за Светислава Вуловића (1847-1898).

## Хуманитарни рад
Припремала се и за улогу болничарке па је 1876. године била ученица Батутовог првог самарићанског курса. Како је показала велики дар за болничку службу др Марија Зиболд је одвела у Петроград где је завршила још један болнички курс. После тога је 1877. године са одредом руских милосрдних сестара отишла на руско-турски фронт. Била је распоређена на рад у пољској болници у Трнову, а пошто се разболела од богиња 1878. године вратила се у Србију.
У Петрограду јој је била додељена руска стипендија за наставак школовања на универзитету, али је након повратка у Србију, због рата и после удаје за професора гимназије Светислава Вуловића одустала од студија и наставила да ради у Вишој женској школи. Током свог рада у Вишој женској школи образовала је и подучавала, не само из математике, двадесет шест генерација младих српских девојака. На предлог и уз помоћ конзула у Приштини при повратку у Београд основала је Одбор госпођа „Кнегиња Љубица” са задатком да помаже српски народ у Старој Србији и Македонији. Била је председница ово друштва, а касније је изабрана и за почасну председницу.

## Оснивање фонда
Умрла је у Београду 1929. године а сахрањена је, према сопственој жељи, у порти цркве Светог арханђела Михаила, задужбини Одбора госпођа „Кнегиња Љубица” у Штимљу, на Косову. После њене смрти друштво је основало Фонд Милке Вуловић, са циљем да се сваке године из фонда школује једно дете из Јужне Србије.